# Kranzgeld
Als Kranzgeld (früher auch Deflorationsgeld) bezeichnete man in Deutschland eine finanzielle Entschädigung, die eine „unbescholtene“ Frau (siehe unten) von ihrem ehemaligen Verlobten einfordern konnte, wenn sie auf Grund eines Eheversprechens mit ihm Geschlechtsverkehr hatte und er anschließend das Verlöbnis löste. Gleiches galt auch für neuverlobte Witwen.

## Wortherkunft
Es existieren zwei Erklärungen zur Wortherkunft: Eine nicht mehr jungfräuliche Braut, die Strohjungfer, musste nach altem Brauch bei der Hochzeit einen Strohkranz tragen. Die unbescholtene Braut durfte sich dagegen im Myrtenkranz präsentieren. Die andere Version ist, dass die jungfräuliche Braut einen geschlossenen Kranz trug und die nicht mehr jungfräuliche Braut oder Witwe einen offenen.

## Ursprüngliche Regelung im BGB
Im deutschen Privatrecht können normalerweise nur Vermögensschäden im Rahmen des Schadensersatzes ausgeglichen werden (vgl. § 253 Abs. 1 BGB). Die „Entehrung“ der Jungfrau ist aber ein ideeller Schaden. Der Anspruch auf Kranzgeld war, ähnlich dem noch heute existierenden Anspruch auf Schmerzensgeld, eine Ausnahme zu diesem Grundsatz. Der Anspruch war in § 1300 im Vierten Buch (Familienrecht) des Bürgerlichen Gesetzbuchs von 1896 geregelt und trat mit ihm am 1. Januar 1900 in Kraft.
§ 1300 BGB lautete:
(1) Hat eine unbescholtene Verlobte ihrem Verlobten die Beiwohnung gestattet, so kann sie, wenn die Voraussetzungen des § 1298 oder des § 1299 vorliegen, auch wegen des Schadens, der nicht Vermögensschaden ist, eine billige Entschädigung in Geld verlangen.
(2) Der Anspruch ist nicht übertragbar und geht nicht auf die Erben über, es sei denn, daß er durch Vertrag anerkannt oder daß er rechtshängig geworden ist.
Begründet wurde der Schadenersatzanspruch damit, dass die Ledige wegen des Verlusts ihrer Jungfräulichkeit geringere Chancen auf eine standesgemäße Heirat mit einem anderen Mann habe. War die Ledige oder die Witwe hingegen schon vor der Beiwohnung nicht mehr „unbescholten“, so stand ihr auch kein Kranzgeld zu, wobei sich der Begriff „bescholten“ nur auf Unkeuschheit bezog, nicht auch auf andere Sachverhalte, wie z. B. Gefängnisaufenthalte.

## Urteile
1966 urteilte das Oberlandesgericht Bamberg, dass bereits bei einmaligem vorherigem Geschlechtsverkehr eine Frau nicht mehr als unbescholten gelten könne und ihr deswegen kein Kranzgeld zustehe. 1967 entschied das Amtsgericht Düsseldorf, dass einer „reifen“, im Berufsleben stehenden Frau kein Kranzgeld ihres erheblich jüngeren, italienischen Verlobten zustehe.
Im Jahre 1968 klagte eine Frau vor dem Oberlandesgericht Köln noch erfolgreich eine Kranzgeldzahlung ein, 1972 wies das Hanseatische Oberlandesgericht eine entsprechende Klage wegen Verfassungswidrigkeit ab.
Die letzte dokumentierte Verurteilung zu einer Kranzgeld-Zahlung nach § 1300 BGB (hier: 1000 DM) erfolgte 1980 am Amtsgericht Korbach. 1993 wies das Amtsgericht Münster eine entsprechende Klage in Höhe von 1000 DM mit der Begründung ab, § 1300 BGB verstoße wegen der gewandelten Moralvorstellungen gegen den Gleichheitsgrundsatz des Grundgesetzes (Art. 3 GG) und sei deshalb nicht mehr anzuwenden.
Eine Verfassungsbeschwerde gegen diese Entscheidung wurde vom Bundesverfassungsgericht nicht angenommen. Große praktische Bedeutung hatte die Vorschrift zum damaligen Zeitpunkt ohnehin nicht mehr. Sie war vorkonstitutionelles Recht mit der Folge, dass die Gerichte sie ohne weiteres als verfassungswidrig einstufen und ignorieren konnten; eine Vorlage an das Bundesverfassungsgericht war nicht erforderlich.

## Abschaffung
In der Deutschen Demokratischen Republik erklärte das Oberste Gericht die Regelung bereits 1952 für verfassungswidrig.
In der Bundesrepublik Deutschland wurde § 1300 BGB erst durch das Gesetz zur Neuordnung des Eheschließungsrechtes vom 4. Mai 1998 zum 1. Juli 1998 ersatzlos gestrichen.
Die übrigen Paragrafen zwischen § 1297 bis § 1302 BGB bestehen weiterhin. Nach § 1297, § 1298 hat, wer vom Verlöbnis zurücktritt oder schuldhaft den Rücktritt des anderen veranlasst, diesem in angemessenem Umfang Aufwendungen sowie Schäden aus der Eingehung von Verbindlichkeiten und sonstigen Maßnahmen in Erwartung der Eheschließung zu ersetzen. Nach § 1301 können Verlobungsgeschenke zurückverlangt werden, wenn die Eheschließung unterbleibt.

## Merkspruch
Ein unter Juristen verbreiteter Merkspruch lautete:
Der Heil’ge Geist ist bass verwundert, Maria klagt aus Dreizehnhundert.